# Orchis klopfensteiniae
Orchis klopfensteiniae är en orkidéart som beskrevs av Pierre Delforge. Orchis klopfensteiniae ingår i släktet nycklar, och familjen orkidéer. Inga underarter finns listade i Catalogue of Life.